# Gare de Kaprijke
La gare de Kaprijke est une ancienne gare ferroviaire belge de la ligne 55A, de Zelzate à Eeklo située sur le territoire de la commune de Kaprijke, dans la province de Flandre-Orientale en Région flamande.
Mise en service en 1871 sur le chemin de fer concédé d'Anvers à Eeklo, elle ferme aux voyageurs en 1950 et aux marchandises en 1965.

## Situation ferroviaire
Établie à 4 m d'altitude, la gare de Kaprijke était située au point kilométrique (PK) 15.4 de la ligne 55A, de Zelzate à Eeklo entre les gares de Bassevelde et de Lembeke.

## Histoire
La station de Capryke est mise en service, le 15 avril 1871 par la Compagnie du chemin de fer d'Eecloo à Anvers, membre de la Société générale d'exploitation de chemins de fer (SGE), lorsqu'elle ouvre à l'exploitation la section d'Assenede à Eeklo, construite par la Compagnie des bassins houillers du Hainaut.
La ligne est prolongée entre Zelzate et Saint-Gilles-Waes en 1873. Le projet initial d'atteindre Anvers, en rive gauche, ne se concrétisera cependant jamais, si ce n'est par la nationalisation du Chemin de fer d'Anvers à Gand, mis à voie normale en 1897.
La déroute financière de la SGE entraîne sa dissolution en 1878 et la nationalisation de la concession d'Anvers-Eecloo, qui entre dans le giron des Chemins de fer de l'État belge. En 1878, on note la présence à Capryke d'une voie de garage, avec une rampe de chargement et un pont à peser.
Le nom francisé de la gare est remplacé par Kaprijke en 1916, alors qu'elle n'est plus desservie en raison de l'occupation allemande. Après l'armistice, la gare a retrouvé son nom initial avant d'être rebaptisée Kaprijke en 1938.
La destruction du nouveau pont sur le canal Gand-Terneuzen impose un terminus à Zelzate au trafic de la ligne 55A entre 1918 et 1928, qui devient définitif après un second dynamitage survenu en 1940.
Le trafic des voyageurs est supprimé le 1er août 1950 et la section de Kaprijke à Assende est désaffectée. Jusqu’en 1965, des marchandises locaux continuent à desservir Kaprijke en venant d'Eeklo.

## Patrimoine ferroviaire
Le bâtiment des recettes, conservé après la fermeture, a été démoli en 2004 ou 2007.[réf. nécessaire]
Identique aux autres stations de la compagnie, notamment Boekhoute et Stekene, ce bâtiment possédait une aile de quatre travées délimitées par trois pilastres de façade. De l'autre côté du corps du logis, à trois fenêtres dont une murée côté rue, se trouvait une aile de service plus haute.

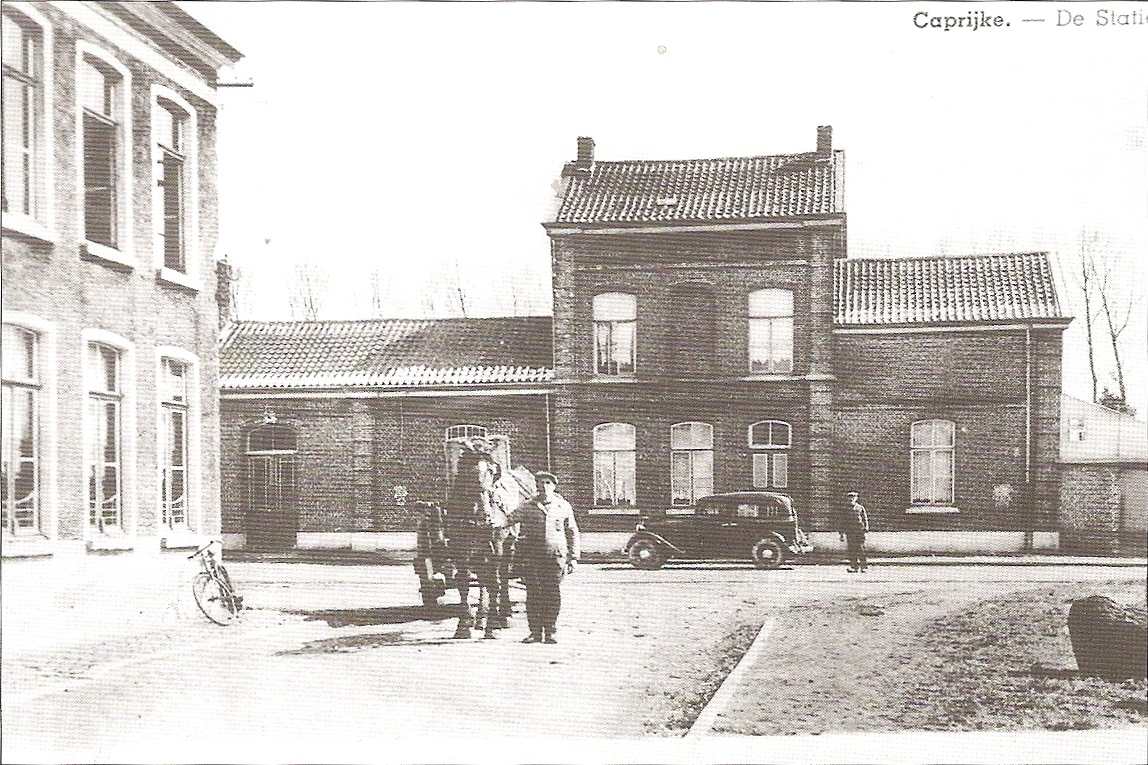
La gare durant l'entre-deux-guerres.
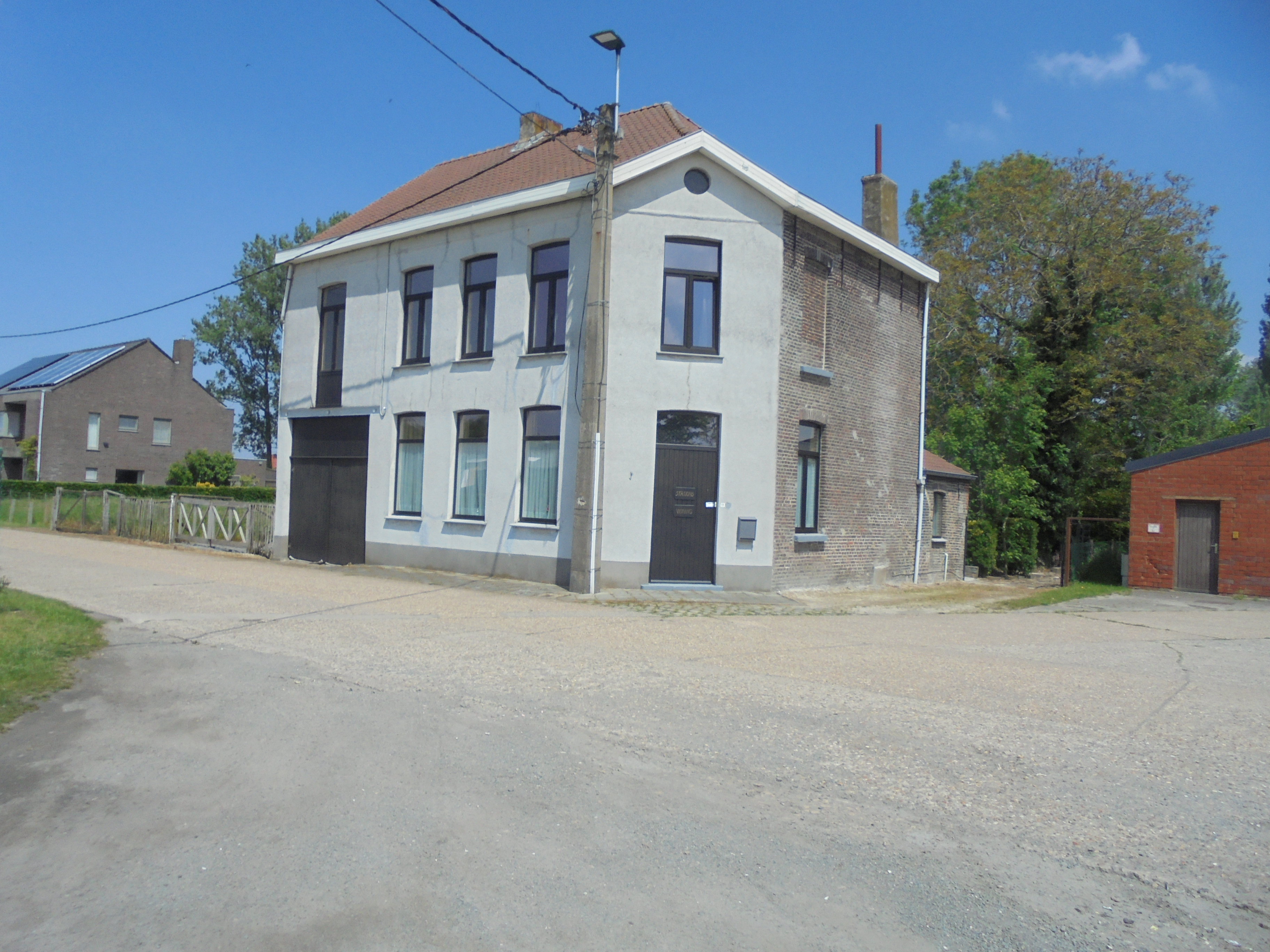
Ancien café de la gare.
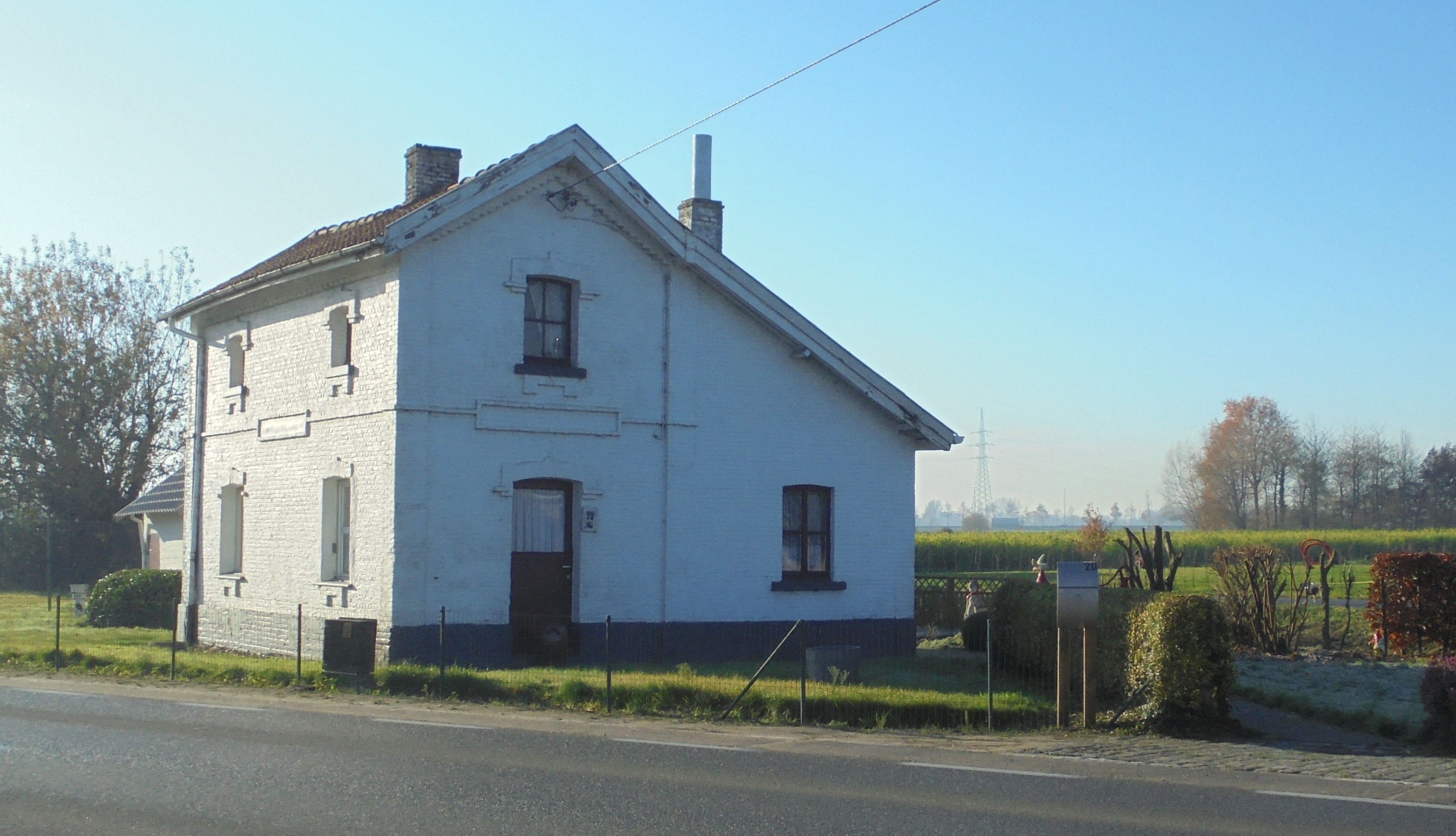
Maison de garde-barrière située en direction de Lembeke.